# Едуард Гау
Едуард Гау (нім. Eduard Hau, ест. Eduard Hau) — балтійський маляр і графік ХІХ століття. За походженням — балтійський німець. Відомий своїми зображеннями інтер'єрів, а також як портретист.

## Біографія
Едуард Гау народився у 1807 році у Таллінні. Його батько, Іоганн Гау (1771—1838), був родом з міста Фленсбурга. Він переїхав у 1795 році з Північної Німеччини до міста Талліна. Не маючи спеціальної художньої освіти, він був відомий як ландшафтний художник і декоратор. Брат Едуарда Гау, Вольдемар (Володимир) Гау також був маляром.
У 1830—1832 роках Едуард навчався малюванню у Академії мистецтв у Дрездені. З 1836 по 1839 рік він жив у Тарту, де у 1837—1839 роках створив серію портретів професорів Тартутського університету. Вони були видані літографним способом фірмою Г. Ф. Шлатера. Гау створив, зокрема, портрети історика Ф. К. Г. Крузе, доктора М. І. Пирогова, астронома В. Я. Струве, лінгвіста Ф. Р. Фельмана, філолога К. С. Моргенштерна.
З 1839 року жив у Санкт-Петербурзі, де створив численні картини з видами інтер'єрів зал Зимового палацу, Петергофського палацу, інших царських резиденцій та Ермітажу. У Гатчині він малював інтер'єри Гатчинського палацу, у Москві — інтер'єри Великого Кремлівського палацу. У 1854 році Гау отримав звання академіка Імператорської Академії мистецтв. Він залишався у Росії, ймовірно, до 1880 року. Після 1880 року жив у Тарту.
Картини Гау з інтер'єрами Гатчинського палацу були використані для відтворення внутрішнього убрання палацу під час його реставрації після зруйнування у період Другої світової війни.

## Галерея

Картини з зображенням інтер'єрів
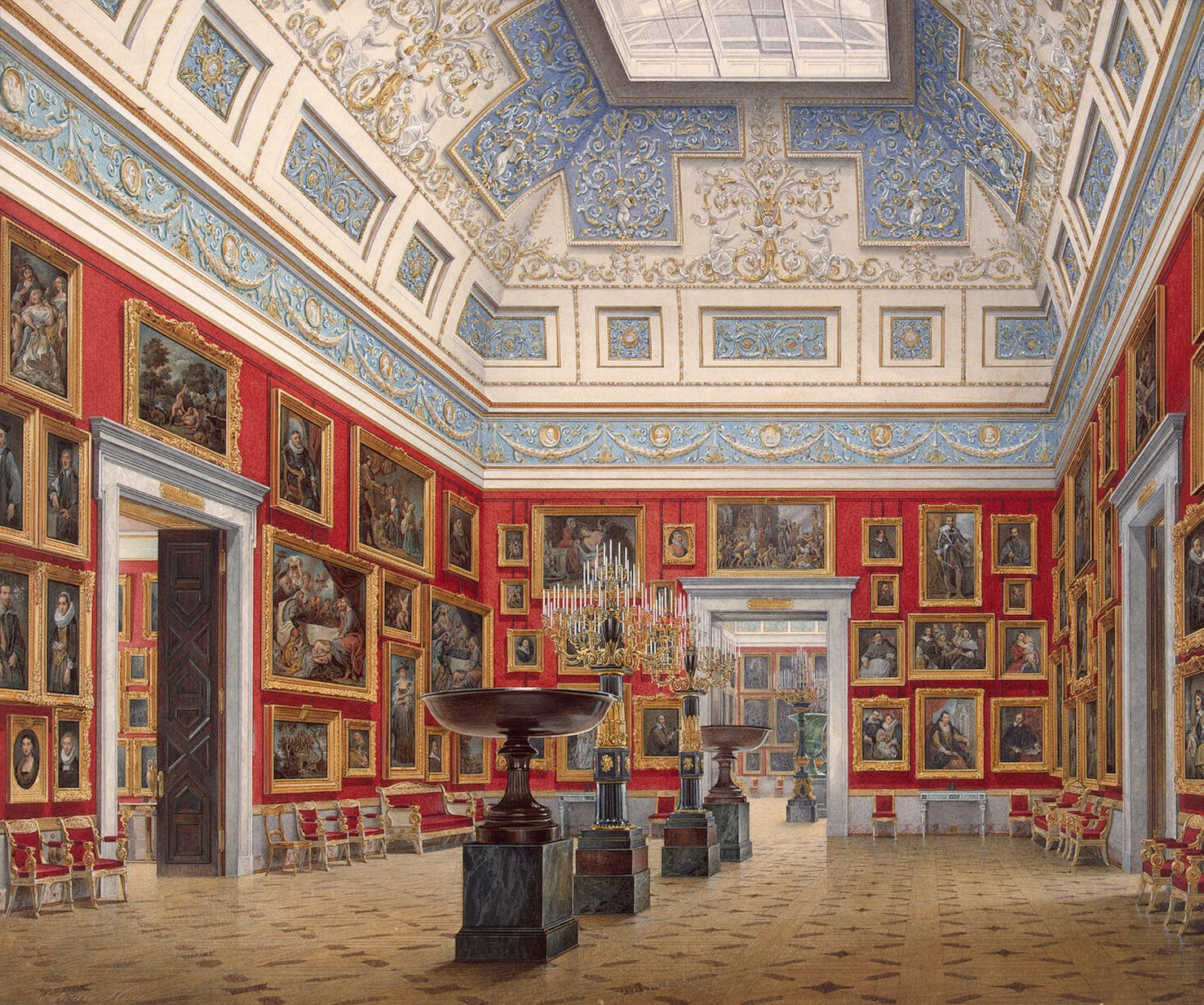
Зала фламандського живопису. 1854.
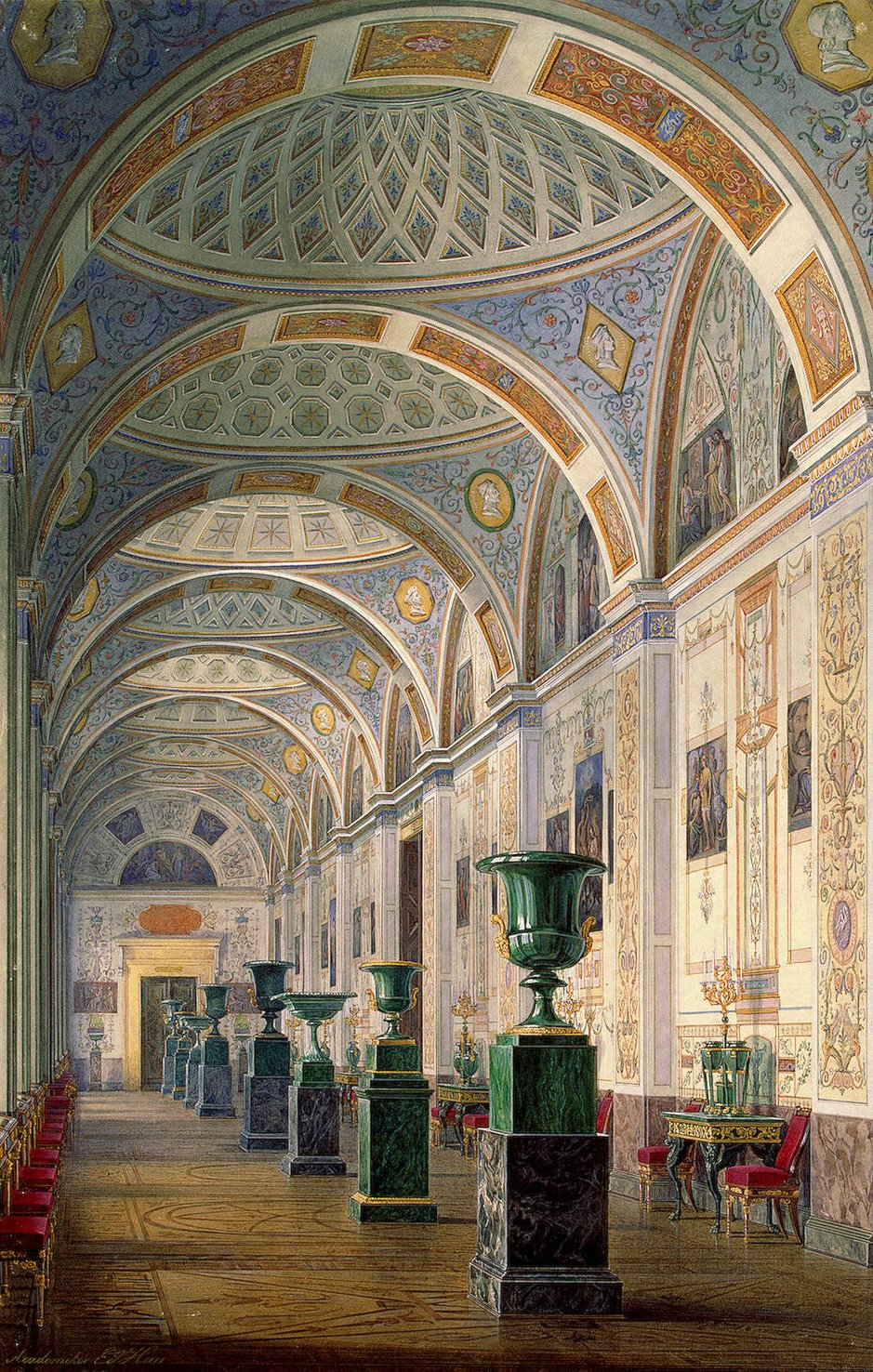
Галерея історії стародавнього живопису. 1859.
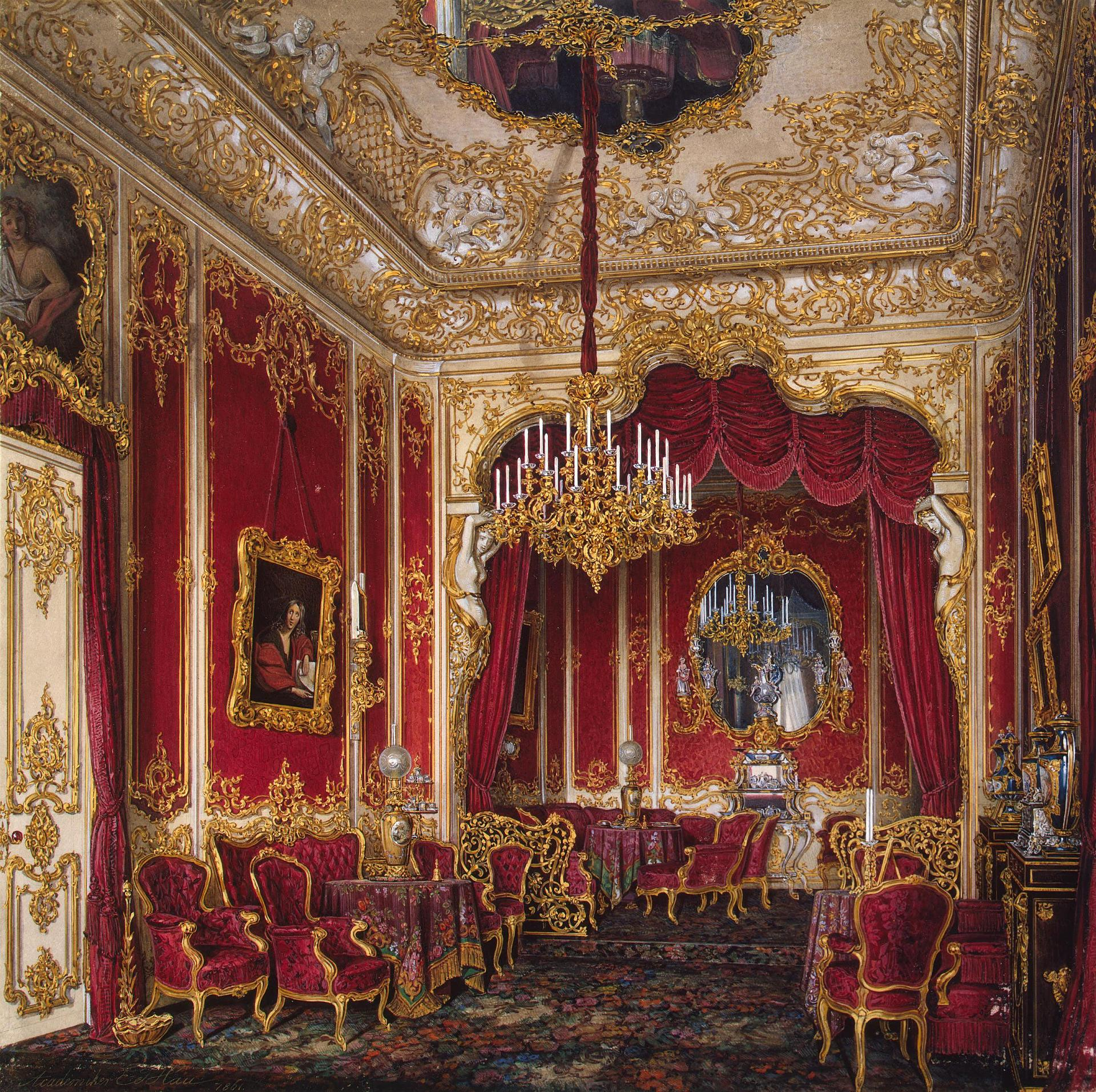
Будуар Марії Олександрівни. 1861.
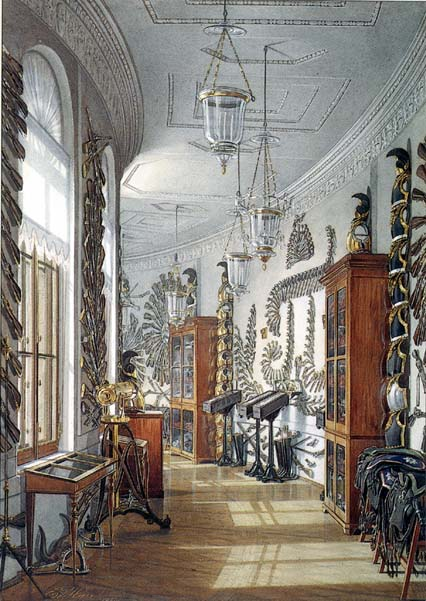
Арсенал. 1880.

Портрети
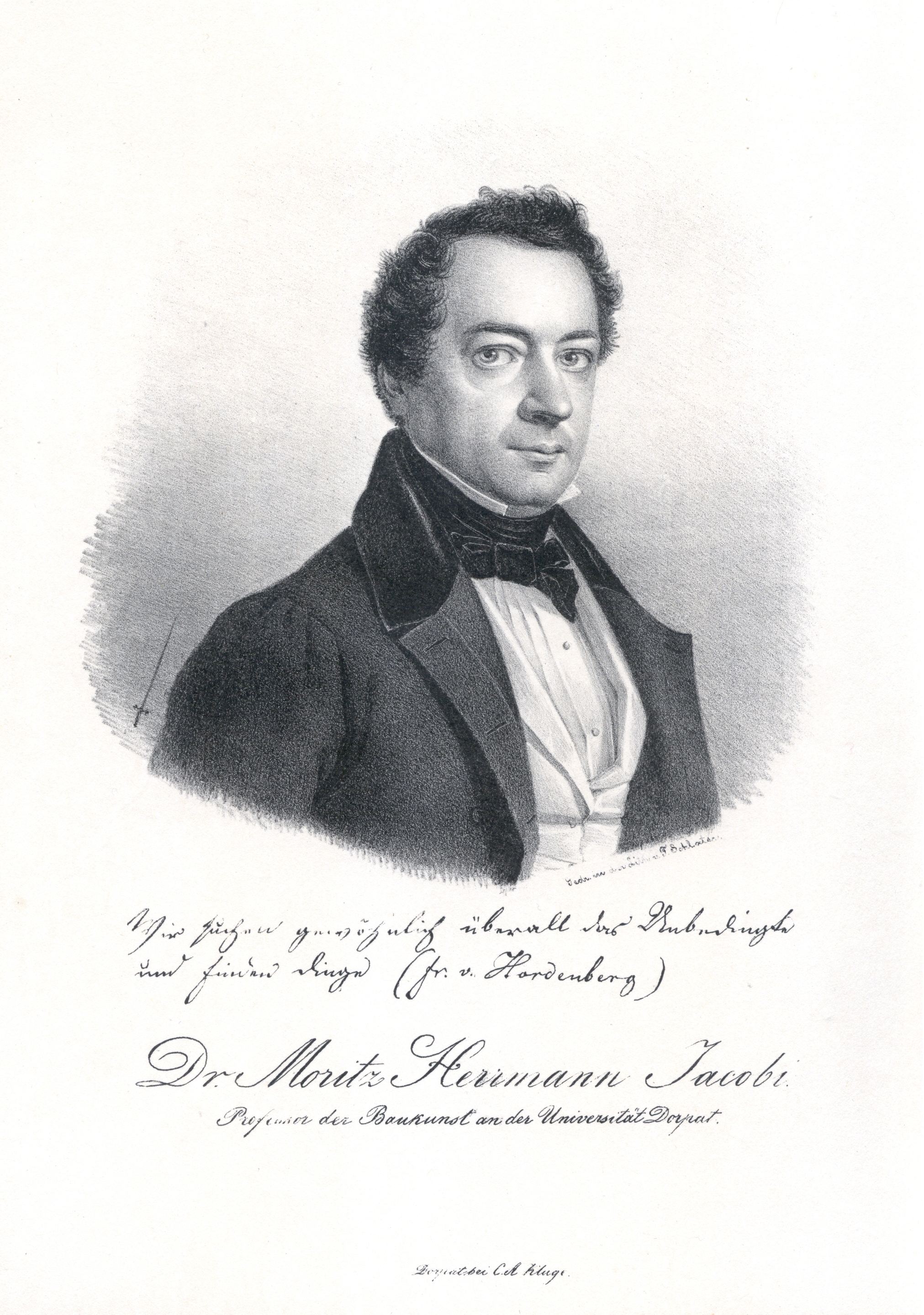
Б. Якобі
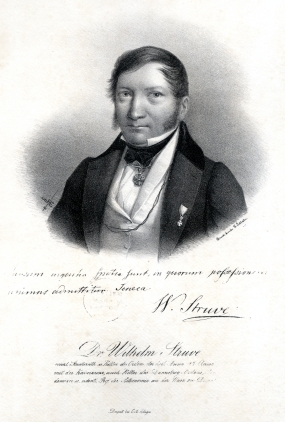
В. Струве
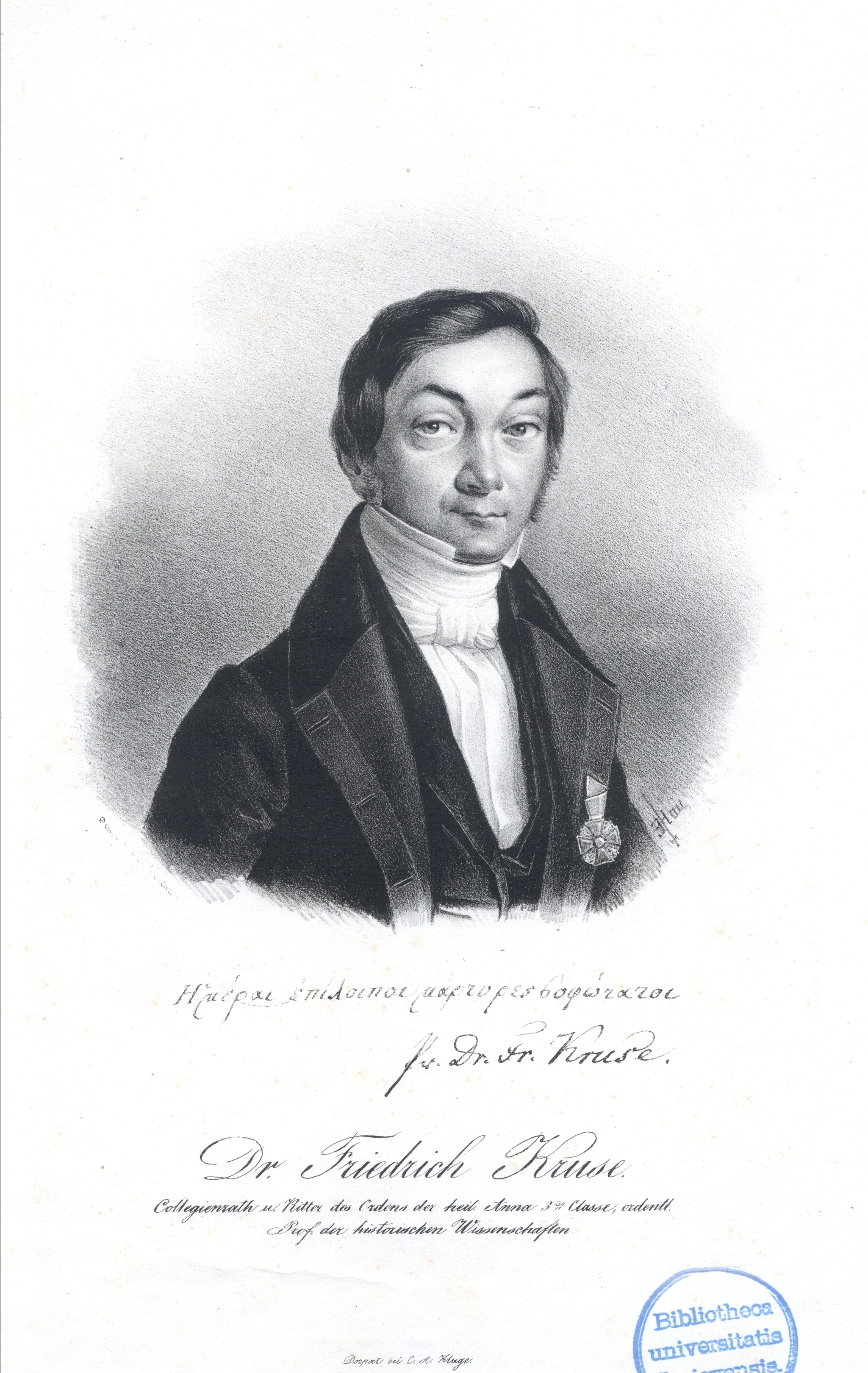
Ф. Крузе
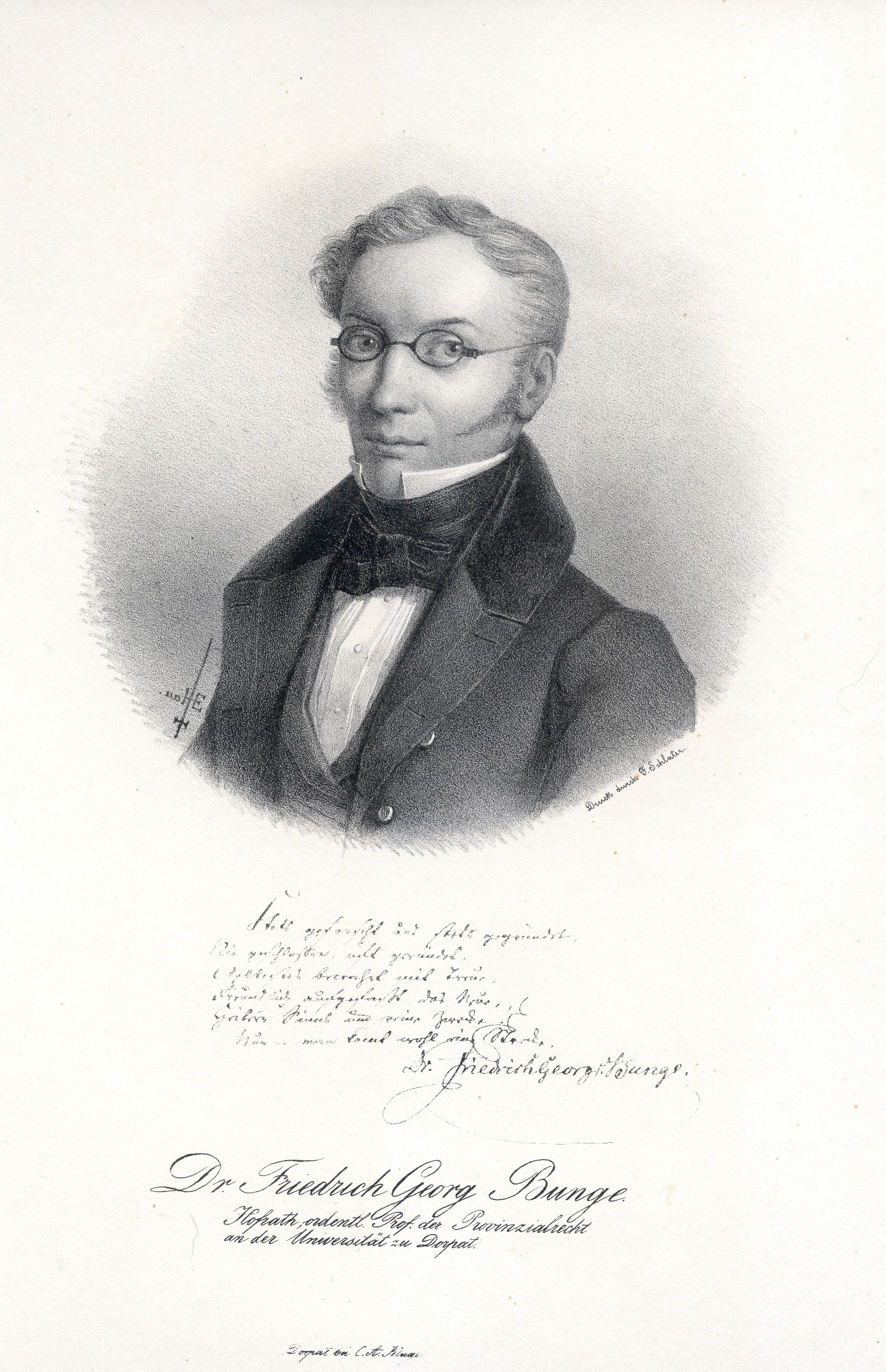
Ф. Бунге